# Sarah Goodridge
Sarah Goodridge   (Templeton, 5 de febrer de 1788 - Boston, 28 de desembre de 1853) fou una pintora estatunidenca que es va especialitzar en els retrats en miniatura. Era la germana gran d'Elizabeth Goodridge, també una miniaturista estatunidenca.

## Biografoa
Goodridge va néixer a  Templeton, Massachusetts, com a tercera filla d'Ebenezer Goodridge i de la seva esposa Beulah Childs, en un matrimoni que ja tenia sis fills.Va començar a dibuixar des de petita, i va mostrar una aptitud per l'art. Les oportunitats educatives estaven limitades en la seva època, per la qual cosa fou una artista autodidacta.
El 1820 va anar a viure amb la seva germana Eliza a Bostoni va començar a rebre lliçons i pintar retrats en miniatura. Va guanyar prou amb les comissions per mantenir-se a ella mateixa i a la seva família durant diverses dècades. Entre aquests retrats en miniatura destaca la seva obra Bellesa revelada. Les seves pintures van ser exhibides a Boston i a Washington D.C... Després que la seva vista comencés fallar en 1851, es va retirar de la pintura i es va mudar a Reading, Massachusetts.